# Баженовське сільське поселення (Байкаловський район)
Баже́новське сільське поселення (рос. Баженовское сельское поселение) — сільське поселення у складі Байкаловського району Свердловської області Росії.
Адміністративний центр — село Баженовське.
Населення сільського поселення становить 3048 осіб (2019; 3530 у 2010, 4167 у 2002).
Станом на 2002 рік існувало 4 сільських ради: Баженовська сільська рада (село Баженовське, присілки Палецкова, Степина), В'язовська сільська рада (присілки В'язовка, Кадочникова), Городищенська сільська рада (село Городище, присілки Боровикова, Власова, Лукина, Макушина, селище Красний Бор) та Нижньоіленська сільська рада (присілки Верхня Іленка, Гуляєва, Нижня Іленка, Скоморохова, Суботина).

## Склад
До складу сільського поселення входять:
| Населений пункт         | Населення, осіб (2002) | Населення, осіб (2010) |
| ----------------------- | ---------------------- | ---------------------- |
| Баженовське, село       | 235                    | 191                    |
| Боровикова, присілок    | 109                    | 50                     |
| Верхня Іленка, присілок | 240                    | 231                    |
| Власова, присілок       | 96                     | 54                     |
| В'язовка, присілок      | 599                    | 531                    |
| Городище, село          | 802                    | 700                    |
| Гуляєва, присілок       | 246                    | 191                    |
| Кадочникова, присілок   | 119                    | 79                     |
| Красний Бор, селище     | 77                     | 62                     |
| Лукина, присілок        | 2                      | 1                      |
| Макушина, присілок      | 291                    | 203                    |
| Нижня Іленка, присілок  | 482                    | 463                    |
| Палецкова, присілок     | 553                    | 506                    |
| Скоморохова, присілок   | 122                    | 89                     |
| Степина, присілок       | 143                    | 113                    |
| Суботина, присілок      | 51                     | 66                     |